# Протипожежна завіса (фільм, 1918)
Протипожежна завіса (англ. The Safety Curtain) — американська мелодрама режисера Сідні Франкліна 1918 року.

## Сюжет
Пак — танцюристка. Одного разу вночі музичний зал загорівся. Пак рятує офіцера, а її чоловік гине. Пак одружується з офіцером, і вони починають нове життя в Індії, поки людина з її минулого не знаходить її.

## У ролях
- Норма Толмадж — Пак
- Юджин О'Брайєн — Капітан Меррон
- Андерс Рендолф — Вулкан
- Гледден Джеймс — Сильвестр
- Лілліен Холл — балерина